# Booneville, Arkansas
Booneville är en av två administrativa huvudorter i Logan County i Arkansas. Den andra huvudorten är Paris. Booneville hade 3 990 invånare enligt 2010 års folkräkning.